# Cranc vermell
El cranc vermell (Necora puber), també conegut com a nècora, cranc roig o franquet, és una espècie de crustaci decàpode de l'infraordre Brachyura. És un cranc de mida mitjana, els individus adults tenen uns deu centímetres de diàmetre, i d'interès gastronòmic que es pesca activament.

## Història natural
La nècora o el cranc vermell viu en terrenys rocosos a prop de la costa, fins a profunditats d'uns 65 metres. Sol fer vida nocturna i alimentar-se d'algues, peixos morts o fins i tot, de vegades, d'altres nècores.

## Distribució
És un cranc de mida mitjana que viu a l'aigua salada i és molt apreciat a la gastronomia. Es troba sobretot al nord-est de l'oceà Atlàntic, entre Noruega i Mauritània (o el Sàhara), i més rarament a la mar Mediterrània i el mar Negre. A la costa del mar Cantàbric, Portugal, l'oest de França i les illes Britàniques sovint es menja simplement cuita en aigua o al vapor.

## Pesca
La captura dels crancs vermells està regulada de manera diferent a cada regió. Així, per exemple, a Espanya en general, la veda dura els sis primers mesos de l'any, mentre que a Astúries només els tres primers.